# Kwara United FC
Kwara United Football Club – nigeryjski klub piłkarski, grający w drugiej lidze, mający siedzibę  w mieście Ilorin.

## Historia
Klub został założony w 1997 roku jako spadkobierca zespołu Kwara Bombers Football Club of Ilorin. W 1997 roku klub wygrał rozgrywki Nigeria National League (II poziom rozgrywkowy) i awansował do Premier League. W 2007 roku zespół wystąpił w Pucharze Konfederacji. Dotarł do ćwierćfinału, czyli do fazy grupowej.

## Stadion
Domowe mecze klub rozgrywa na stadionie o nazwie Kwara Stadium w Ilorin, który może pomieścić 18000 widzów.

## Sukcesy
- Nigeria National League:

zwycięstwo (1): 1997

## Występy w afrykańskich pucharach
| Sezon | Rozgrywki           | Runda     | Kraj     | Klub                     | Dom | Wyjazd | Dwumecz      |
| ----- | ------------------- | --------- | -------- | ------------------------ | --- | ------ | ------------ |
| 2007  | Puchar Konfederacji | wstępna   | Benin    | AS Dragons FC de l’Ouémé | 2–0 | 1–0    | 3–0          |
| 2007  | Puchar Konfederacji | 1         | Algieria | MC Algier                | 3–0 | 0–3    | 3–3 (k. 6–5) |
| 2007  | Puchar Konfederacji | 1/8       | Kamerun  | Union Duala              | 3–2 | 1–1    | 4–3          |
| 2007  | Puchar Konfederacji | pośrednia | Nigeria  | Nasarawa United          | 1–1 | 1–0    | 2–1          |
| 2007  | Puchar Konfederacji | Grupa B   | Nigeria  | Dolphins FC              | 0–0 | 0–2    | 0–2          |
| 2007  | Puchar Konfederacji | Grupa B   | Egipt    | Ismaily SC               | 1–1 | 0–1    | 1–2          |
| 2007  | Puchar Konfederacji | Grupa B   | Sudan    | Al-Merreikh Omdurman     | 2–1 | 1–4    | 3–5          |

## Reprezentanci kraju grający w klubie
Stan na wrzesień 2016.
| - Sari Abacha - Dele Aiyenugba - Chukwuma Akabueze - Bassey Akpan - Tony Alegbe - Gbenga Arokoyo - Stanley Dimgba - Sibi Gwar - Barnabas Imenger - Sunday Johnson | - Victor Obinna - Okey Odita - Femi Oladapo - Isiaka Olawale - Seyi Olofinjana - Juwon Oshaniwa - Nojim Raji - Duke Udi - Kabiru Umar - Jonas Okétola |